# متیو پرگه
متیو پرگه (انگلیسی: Mathieu Perget؛ زادهٔ ۱۸ سپتامبر ۱۹۸۴) دوچرخه‌سوار اهل فرانسه است.